# Accident d'un Embraer EMB 110 de Manaus Aerotáxi
L'accident d'un Embraer EMB 110 de Manaus Aerotáxi s'est produit dans l'État d'Amazonas, au Brésil, le 7 février 2009. À 13 h 50 heure locale, un Embraer EMB 110 de Manaus Aerotáxi (en), effectuant alors un service de taxi aérien entre Coari et Manaus, s'est écrasé dans la rivière Manacapuru (en), à environ 80 km au sud-ouest de sa destination, tuant les deux membres d'équipage et 22 des 26 passagers présents à bord.
Les quatre passagers survivants, qui étaient tous assis à l'arrière, ont réussi à s'échapper de l'avion en train de couler et à nager en toute sécurité jusqu'au rivage. Parmi les passagers se trouvaient huit jeunes enfants, dont un a survécu, ainsi qu'une famille de 17 personnes, dont seuls deux membres ont survécu.

## Avion
L'aéronef assurant ce vol est un Embraer EMB-110P1 Bandeirante de la compagnie brésilienne Manaus Aerotáxi (en), un bi-turbopropulseur immatriculé PT-SEA (numéro de série 110352) et sorti d'usine en 1981. Propulsé par deux moteurs Pratt & Whitney Canada PT6A-34, il totalise 12 686 heures de vol au moment de l'accident.

## Accident
Peu avant l'accident, les pilotes ont tenté de faire demi-tour vers Coari, en raison des fortes pluies, mais ont ensuite dû effectuer un atterrissage d'urgence sur une piste abandonnée près de la ville de Manacapuru. Les survivants ont déclaré avoir vu l'une des hélices de l'avion s'arrêter de tourner peu de temps avant l'accident.
L'appareil a plongé dans les eaux de la rivière, à environ 500 m de la piste et à 20 min de sa destination prévue, Manaus, et a coulé à une profondeur d'environ 5 à 7 m. Les quatre survivants (trois adultes et un enfant de neuf ans), assis à l'arrière de l'avion, ont réussi à ouvrir une issue de secours et à atteindre la surface ; ils n'ont pas subi de blessures graves.
Près de quarante secouristes, dont neuf plongeurs et des agents de la protection civile, ont passé toute la nuit à chercher des survivants dans la jungle. Les équipes de secours ont pu récupérer les vingt-quatre corps ; tous les décès ont été attribués à la noyade post-impact. Les victimes étaient quinze passagers adultes, sept enfants et les deux membres d'équipage.
Le journal Folha de S.Paulo a rapporté que l'avion transportait les membres d'une famille en route pour Manaus pour célébrer l'anniversaire d'un de leurs proches ; quinze des 24 victimes et deux des 4 survivants appartenaient à cette famille. Paulo Roberto Pereira, un porte-parole de Manaus Aerotáxi, a d'abord mal indiqué le nombre de personnes à bord, affirmant qu'il y avait vingt-deux passagers et deux membres d'équipage à bord, mais a ensuite augmenté ce chiffre à vingt-six passagers et deux membres d'équipage.

## Enquête
Le Centro de Investigação e Prevenção de Acidentes Aeronáuticos (CENIPA) a enquêté sur cet accident et a publié son rapport final le 30 juillet 2010. Le CENIPA a conclu que l'avion a décollé en surcharge et que son moteur gauche est tombé en panne en cours de route. Incapable de maintenir un vol en palier avec un seul moteur et en étant surchargé, les pilotes ont perdu le contrôle de l'avion, qui s'est finalement écrasé alors qu'il tentait un atterrissage d'urgence.
Selon les enquêteurs, l'avion a décollé de Coari avec une masse supérieure de 550 kg à la masse maximale au décollage pour laquelle l'EMB 110 est certifié, avec un total de 28 personnes à bord (deux membres d'équipage et 26 passagers), alors qu'il est certifié pour un maximum de deux membres d'équipage et 19 passagers. 
La cabine de cet avion ne comptant que 18 sièges passagers ; huit passagers ont donc du voyagé assis dans l'allée centrale ou « sur les genoux » d'autres passagers, une situation que la CENIPA a qualifiée comme étant « incohérente avec la réalité ». Il a également noté que lorsque le commandant de bord a contacté le contrôle aérien par radio, il a signalé la présence de 20 personnes à bord, au lieu des 28 réellement présentes à bord.